# St. Barbara (Wenighösbach)

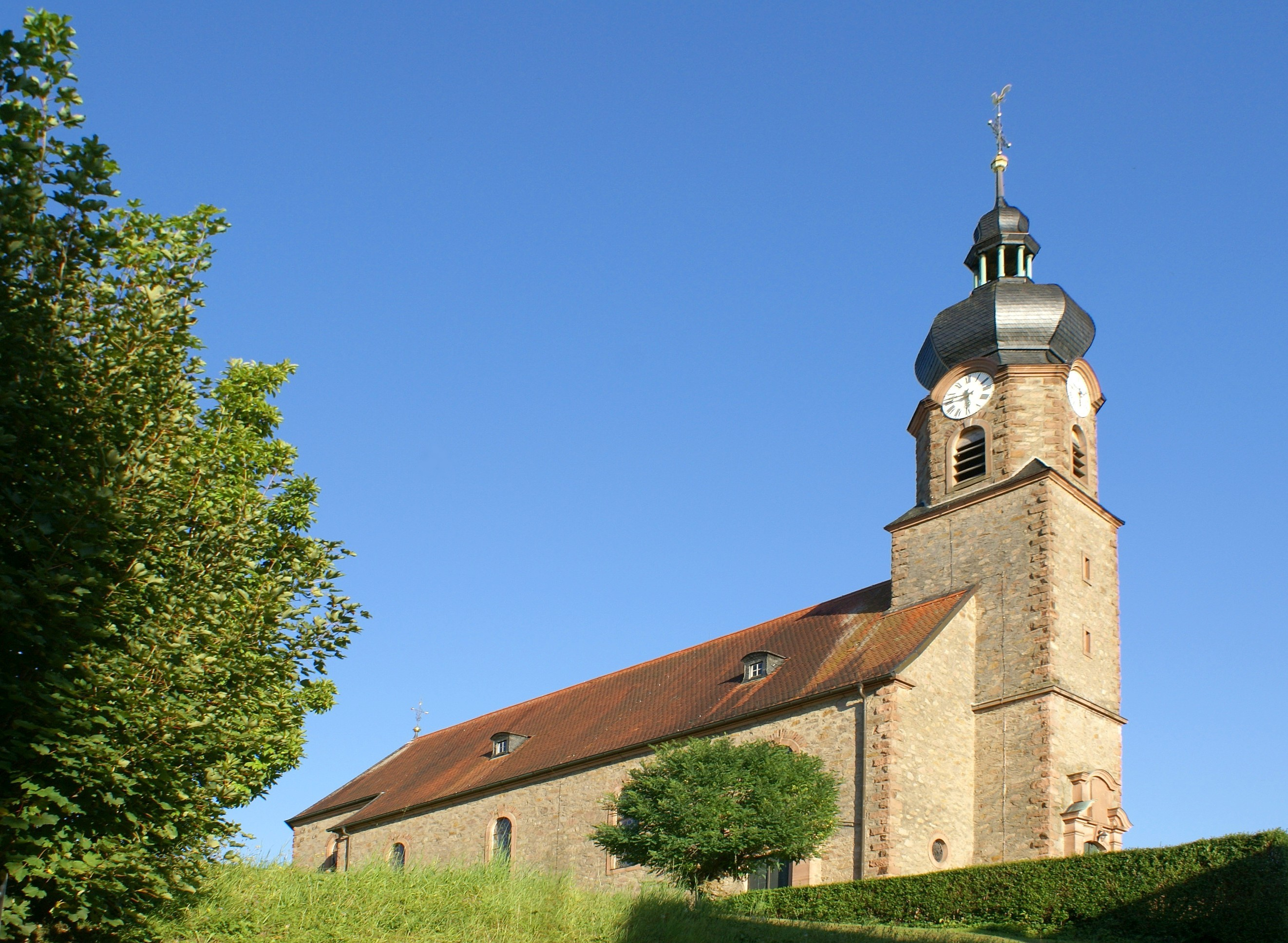
St. Barbara (Wenighösbach)

Die römisch-katholische, denkmalgeschützte Pfarrkirche St. Barbara in Wenighösbach, einem Gemeindeteil des Marktes Hösbach im Landkreis Aschaffenburg (Unterfranken, Bayern), ist unter der Denkmalnummer D-6-71-130-53 als Baudenkmal in der Bayerischen Denkmalliste eingetragen. Die Kirche gehört zur Pfarreiengemeinschaft Hösbach – Maria an der Sonne (Hösbach) im Dekanat Aschaffenburg-Ost des Bistums Würzburg.

## Beschreibung
Die neobarocke Saalkirche aus Bruchsteinen wurde 1929 nach einem Entwurf von Johann Adam Rüppel erbaut. Sie besteht aus einem Langhaus, einem eingezogenen, dreiseitig geschlossenen Chor im Osten und einem quadratischen Fassadenturm im Westen. Sein oberstes Geschoss ist achteckig und beherbergt die Turmuhr und den Glockenstuhl. Darauf sitzt eine schiefergedeckte Welsche Haube.
Die Orgel mit 19 Registern, zwei Manualen und einem Pedal wurde 2000 von Lothar Weiß gebaut.